# Wilder Graben (Nesse)
Der Wilde Graben, auch Flutgraben oder Wilde Leina genannt, ist ein linker Nebenfluss der Nesse im thüringischen Landkreis Gotha, dessen Oberlauf im Stadtgebiet Gothas verläuft. Er wird zu nicht geringen Teilen vom bereits im Mittelalter erbauten Leinakanal gespeist, die ihn mit Wasser aus dem Thüringer Wald versorgt, das per Bifurkation vom Hörsel-Oberlauf Leina sowie vom Oberlauf der Apfelstädt aus dem System Gera/Unstrut/Saale/Elbe abgezweigt wird. Sein natürlicher Oberlauf heißt Ratsrinne.
Das Einzugsgebiet des Wilden Grabens ist mit 104,6 km² kaum kleiner als das der Nesse oberhalb der Mündung (131,4 km²), hinzu kommt noch das anteilige Einzugsgebiet von Leina (wird von TLUG Jena mit 20,8 km² veranschlagt) und Apfelstädt. Rein rechnerisch beträgt die Länge der Nesse über obere Leina, Leinakanal und Wilden Graben mit 63,5 km gegenüber 54,5 km und das der Hörsel sogar 73,3 km gegenüber 55,2 km.

## Verlauf
Die Ratsrinne entspringt im Südwesten Gothas, unmittelbar südwestlich des Ortsteils Sundhausen, an der ehemaligen Bahntrasse, nah dem Aquädukt des Leinakanals. Von hier aus fließt der Bach zunächst 5,3 km in ostnordöstliche Richtung und entwässert über vornehmlich rechte Nebenbäche ein Einzugsgebiet von etwa 20 km², bis ihm im östlichen Süden der Kernstadt die nur 2,5 km lange, aber immerhin gut 10 km² entwässernde Flachsröste (Töpfleber Graben) von Südosten aus zufließt. Ab hier beginnt der eigentliche Wilde Graben, der sich fortan kanalisiert nach Norden und schließlich Nordwesten wendet und noch im Kernstadtgebiet den Leinakanal aufnimmt.
Nach dem Passieren von Remstädt und Goldbach mündet der Fluss schließlich nach 17,1 Kilometern Fließstrecke südlich Wangenheims in die Nesse.